# Wolfgang Klein (Manager)
Wolfgang Klein (* 1964 in Bottrop) ist ein deutscher Bankmanager.

## Ausbildung
Nach dem Abitur 1984 und der Ausbildung zum Bankkaufmann studierte Wolfgang Klein von 1986 bis 1991 Wirtschaftswissenschaften der Universität Witten/Herdecke, im Akademischen Jahr 1989/90 an der University of Southern California in Los Angeles, gefördert mit einem Stipendium der Konrad-Adenauer-Stiftung. Seine Promotion schloss er 1999 ab.

## Beruf
Von 1991 bis 1996 war Klein Berater bei der Unternehmensberatungsgesellschaft McKinsey. Von 1996 bis 1998 arbeitete er bei der Dresdner Bank, bevor 1998 als Geschäftsführendes Vorstandsmitglied zum Deutschen Sparkassen- und Giroverband wechselte. 2001 wurde er in den Vorstand der Postbank gewählt, wo er unter anderem für den Mobilen Vertrieb und den Geschäftsbereich Marketing zuständig war. 
Nach dem Rücktritt von Wulf von Schimmelmann am 12. März 2007 wurde er mit Wirkung vom 1. Juli 2007 zu dessen Nachfolger im Amt des Vorstandsvorsitzenden der Postbank bestimmt. 
Mit Wirkung zum 30. Juni 2009 trennte sich die Postbank im Mai 2009 überraschend „im besten gegenseitigen Einvernehmen“ aufgrund „unterschiedlicher Auffassungen über die künftige Geschäftspolitik des Instituts“ von Klein. Zu seinem Nachfolger wurde Stefan Jütte ernannt.
Ab dem 1. November 2010 war er Mitglied des Vorstands der österreichischen BAWAG P.S.K. Während seiner Amtszeit entwickelte sich das Privatkundengeschäft innerhalb von fünf Jahren von einem Verlustbringer in eine profitable Geschäftssparte. Ende 2015 gab er sein Vorstandsmandat als stellvertretender Vorstandsvorsitzender der Bank ab. Die BAWAG P.S.K. war 2015 die Bank des Jahres in Österreich.
Im Juni 2015 wurde Klein in den Aufsichtsrat der quirin bank berufen.
Im August 2018 wurde Klein stellvertretender Vorstandsvorsitzender der Oldenburgischen Landesbank.